# Anthaxia syriaca
Anthaxia syriaca es una especie de escarabajo del género Anthaxia, familia Buprestidae. Fue descrita científicamente por Bílý & Kubá en 2004.

## Distribución
Habita en el Neártico, Neotrópico, región indomalaya, Paleártico y región afrotropical.